# Chelsea Grin
Chelsea Grin — дебютний мініальбом американського дезкор-гурту Chelsea Grin. Спочатку альбом можна було завантажити лише через iTunes, потім він був доступний на Компакт-дисках.
Цей альбом сприяв популяризації гурту і це був єдиний їх реліз записаний на Statik Factory Records

## Композиції
| #     | Назва                  | Тривалість |
| ----- | ---------------------- | ---------- |
| 1.    | «Crewcabanger»         | 3:43       |
| 2.    | «Anathema of the Sick» | 3:31       |
| 3.    | «Cheyne Stokes»        | 2:36       |
| 4.    | «Disgrace»             | 2:34       |
| 5.    | «Lifeless»             | 2:19       |
| 14:03 |                        |            |

| Бонус трек | Бонус трек | Бонус трек |
| #          | Назва      | Тривалість |
| ---------- | ---------- | ---------- |
| 6.         | «Recreant» | 3:30       |
| 17:33      |            |            |

## Учасники запису
| Chelsea Grin - Alex Koehler — Вокал - Chris Kilbourn — Електрогітара - Mike Stafford — Електрогітара - Austin Marticorena — Бас-гітара - Andrew Carlston — Барабани | Продакшн - Продюсер — Stephan Hawkes - Запис — Matt Winegar - Обкладинка — Dennis Sibeijn |